# GBU-28
La GBU-28 (Guided Bomb Unit 28) es una bomba antibunker guiada por láser de 5.000 libras (2.268 kg) apodada "Deep Throat" (Garganta Profunda) producida originalmente por el Watervliet Arsenal, de Watervliet, Nueva York. Fue diseñada, fabricada y desplegada en menos de tres semanas debido a la necesidad urgente en la Operación Tormenta del Desierto para penetrar los centros de mando iraquíes ubicados en búnkeres a cierta profundidad bajo tierra. En esa operación sólo fueron lanzadas dos de estas armas, ambas por el cazabombardero F-111F.
La Enhanced GBU-28 añade a la orientación láser, navegación inercial y sistema de orientación GPS.

## Diseño y desarrollo
En agosto de 1990, los militares de EE. UU. comenzaron a planificar una campaña de ofensiva aérea contra Irak. Los planificadores se dieron cuenta de que unos pocos búnkeres de mando y control en Bagdad, se encuentra a gran profundidad para resistir el fuego pesado. Se plantearon dudas sobre la capacidad de la bomba BLU-109/B para penetrar en esas estructuras fortificadas. Por lo que la Fuerza Aérea pidió a la División Armamento Aéreo en la Base Aérea Eglin, Florida, crear un arma que pudiera. Un ingeniero que fue parte del grupo de estudio llamado Al Weimorts, hizo bosquejos de la mejora de variantes BLU-109. En enero de 1991, como la Guerra del Golfo ya en marcha, se determinó que bombas guiadas por láser (LGB) BLU-109/B sería incapaz de penetrar búnkeres fortificados bajo tierra.
El lote inicial de la GBU-28 fue construido a partir de modificados de cañones de 8 inch/203 mm (principalmente de obuses de artillería M110 desactivados), pero más tarde eran cuerpos hechos a propósito para la BLU-113 por Forge Nacional de Irvine, Pensilvania Pesan 2,132 kg y contiene 286 kg de explosivo de alto poder . El operador ilumina el objetivo con un designador láser y la munición se orienta hacia el lugar por la luz láser reflejada desde el objetivo.
La bomba se sometió a prueba en el Campo de Pruebas de Tonopah Nevada, una instalación de ensayo del Departamento de Energía de los Estados Unidos de los programas de armas financiados. Resultó ser capaz de penetrar más de 30 metros de tierra o 6 metros de hormigón macizo, lo que quedó demostrado cuando una bomba de prueba, atornillada a un trineo cohete, se estrelló contra 6,7 m de hormigón armado y conservó la energía cinética suficiente para recorrer unos 800 m. El tiempo total de desarrollo desde la concepción hasta la primera prueba de caída fue de sólo dos semanas, y el arma entró en servicio activo después de una sola de prueba, en la Base Aérea Eglin, Florida el 19 de febrero de 1991.

## Historia operacional

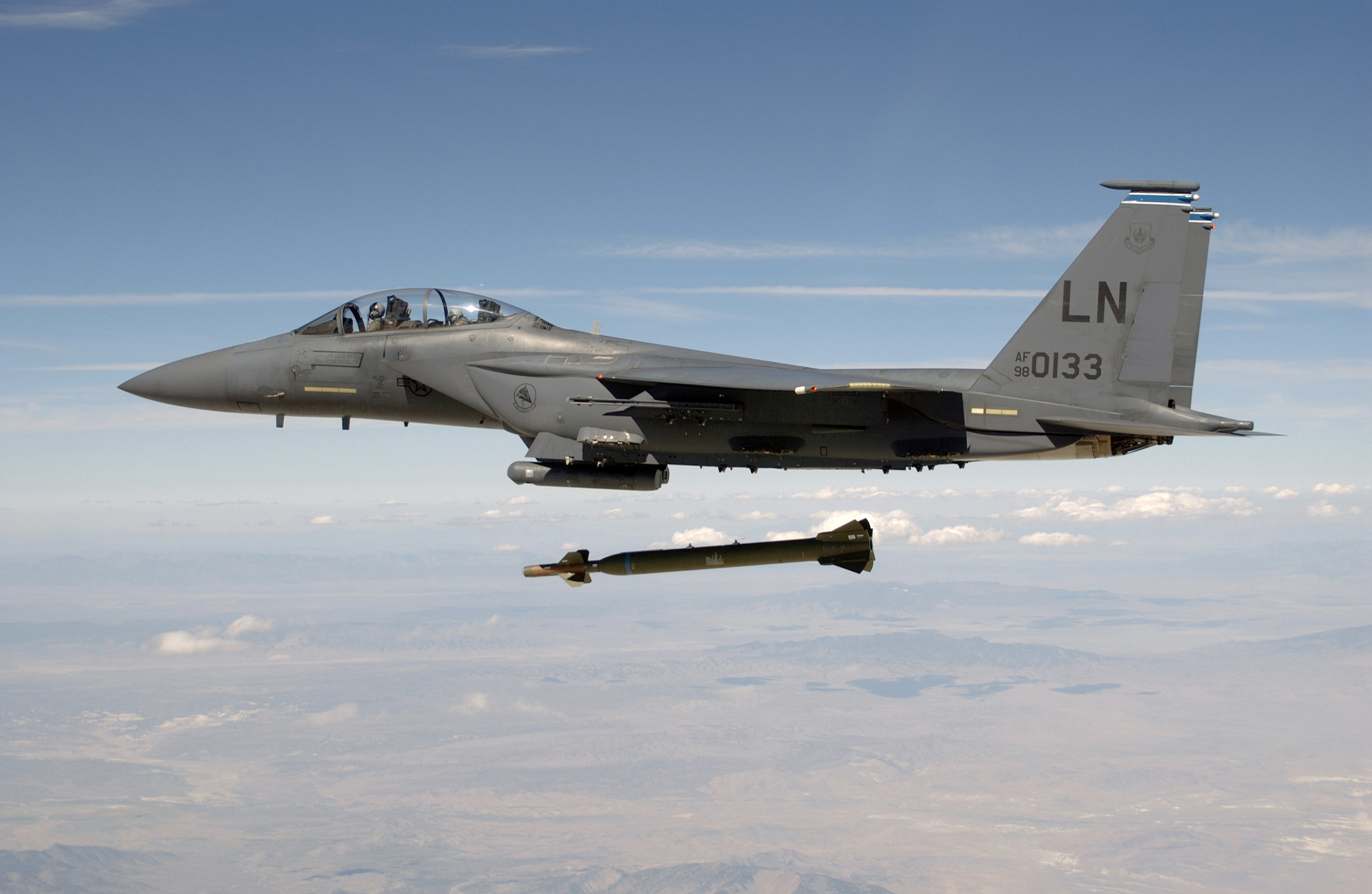
Un F-15E Strike Eagle lanzando una GBU-28.

En la noche del 27/28 de febrero de 1991, pocas horas antes del alto el fuego, dos General Dynamics F-111F, cargado cada uno con una GBU-28, se dirigieron hacia un objetivo en las afueras de Bagdad. La base aérea de al-Taji, ubicada a 28 km al noroeste de la capital iraquí, había sido golpeado por lo menos tres veces por GBU-27/B lanzadas desde F-117 Nighthawks. La primera GBU-28 fue lanzada lejos del blanco debido a la mala identificación del mismo. La segunda GBU-28 hizo impacto directo y penetró el grueso hormigón armado antes de detonar, matando a todos en su interior.
La bomba fue utilizada durante las operaciones Enduring Freedom en 2002 y Libertad para Irak en el 2003 por los F-15E de la USAF.

## Ventas
La primera venta externa de la GBU-28 fue la adquisición de 100 unidades por Israel, autorizada en abril de 2005. La entrega de las armas se aceleró a petición de Israel en julio de 2006. La entrega fue descrita como "inminente" en un cable fechado en noviembre de 2009, lo que sugiere que el arma puede ser usada contra las instalaciones nucleares de Irán. Cincuenta y cinco GBU-28 fueron entregadas a Israel en 2009.
En junio de 2009 los Estados Unidos acordó vender la GBU-28 a Corea del Sur, tras la prueba nuclear llevada a cabo el 25 de mayo de 2009 por Corea del Norte. Las bombas serán entregadas entre 2010 y 2014.
Según el Jerusalem Post el 23 de diciembre de 2011 el Departamento de Justicia de EE.UU anunció que había llegado a un acuerdo con Kaman Corp., que supuestamente había sustituido una espoleta en cuatro lotes fabricados para las bombas. Según el acuerdo, Kaman Corp. pagará al gobierno 4,75 millones de dólares. Israel expresó su preocupación, ya que también había recibido bombas GBU-28 con espoletas que detonaban prematuramente antes de la penetración o en otros momentos.